# Aéroport Alberto-Carnevalli
L'aéroport Alberto-Carnevalli (code IATA : MRD • code OACI : SVMD) est un aéroport vénézuélien. Il dessert la ville de Mérida, capitale de l'État de Mérida, située à 12 kilomètres du centre. Les vols commerciaux desservent principalement les villes de la région andine. Il est nommé en l'honneur de l'homme politique et avocat Alberto Carnevali (1916-1953). Les opérations de nuit sont interdites. 
Les vols commerciaux ont repris le 1er août 2013 après une suspension de 5 ans.

## Situation
| Barcelona Barquisimeto Caracas Ciudad · Bolívar Ciudad Guayana Mérida Coro Cumaná El Vigía Maracaibo Porlamar Puerto · Ayacucho Punto Fijo San Fernando de Apure San Tomé Valencia Los Roques La Fría Maturín Canaima |

## Compagnies et destinations
| Compagnies | Destinations      |
| ---------- | ----------------- |
| Conviasa   | Caracas-Maiquetía |

Édité le 20/10/2017  Actualisé le 6/12/2023

## Accident
Le 21 février 2008, le vol 518 Santa Bárbara Airlines, un ATR 42-300 à destination de Caracas, s'écrase peu après le décollage tuant les 46 passagers à bord.